# Янкова
Янкова (словен. Jankova) — поселення в общині Войник, Савинський регіон, Словенія. 
Висота над рівнем моря: 297,5 м.